# レオナルド・ゴメス・ダ・コンセイソン・シウヴァ
レオ・ゴメス（Léo Gomes）またはレオナルド・ゴメス（Leonardo Gomes）ことレオナルド・ゴメス・ダ・コンセイソン・シウヴァ（ポルトガル語: Leonardo Gomes da Conceição Silva、1996年6月30日 - ）は、ブラジルのサッカー選手。ポジションはDF。

## クラブ歴
ヴィラ・ノヴァFCの下部組織出身で2013年6月2日にカンピオナート・ブラジレイロ・セリエCで途中出場し選手初出場。2014年にレギュラーの座を掴むと同年9月30日に初得点を記録。
2014年12月24日にクルゼイロECに購入されたが、即座にボアECへレンタル移籍に出された。
2017年1月12日にカンピオナート・ブラジレイロ・セリエA所属のグレミオFBPAに完全移籍。

## タイトル
ボア
- カンピオナート・ブラジレイロ・セリエC: 2016

グレミオ
- コパ・リベルタドーレス: 2017
- レコパ・スダメリカーナ: 2018
- カンピオナート・ガウショ: 2018, 2019, 2021